# Larino
Larino község (comune) Olaszország Molise régiójában, Campobasso megyében.

## Fekvése
A megye északkeleti részén fekszik. Határai: Casacalenda, Guardialfiera, Guglionesi, Montorio nei Frentani, Palata, San Martino in Pensilis és Ururi.

## Története
Az ókor során a frentanusok egyik jelentős városa állt a területén Larinum néven. A szamnisz háborúk után i. e. 292-ben a rómaiak fennhatósága alá került. A középkorban nemesi családok birtokolták. A 19. században nyerte el önállóságát, amikor a Nápolyi Királyságban felszámolták a feudalizmust.

## Népessége
A népesség számának alakulása:

## Főbb látnivalói
- az 1. században épült amfiteátrum romjai
- a 14. század elején, gótikus stílusban épült katedrális